# Farmor och vår Herre
Farmor och vår Herre är en roman av Hjalmar Bergman och som utgavs i två delar första gången 1921.

## Handling
Den första delen berättar vad som hänt med i släkten Borck, under de senaste 60 åren sett genom farmor Agnes Borcks ögon. Hon ser tillbaka på sitt liv och resonerar med Vår Herre, som sitter på sängkanten. I den andra delen skriver författaren om dagen för farmors 75:e födelsedag, den dag då hon säljer den Borckska gården. Nästan hela släkten har skingrats och pengarna vill hon ge till sina barn och barnbarn. Skildringen sker genom släktens ögon och bland annat ifrågasätts farmor Borcks förstånd. Bland farmor Borcks många släktingar märks för övrigt särlingen och cirkusartisten Nathan, senare huvudperson i Clownen Jac.

## Mottagande
I en recension menade Anders Österling att "Boken är på gott och ont en typisk produkt av Hjalmar Bergmans överdådiga, på en gång mustiga och finurliga berättarhumör."